# Eduard von Bomhard
Eduard Peter Apollonius Ritter von Bomhard (* 2. Oktober 1809 in Bayreuth; † 30. September 1886 in München) war ein königlich-bayerischer Politiker und von 1864 bis 1867 Justizminister des Königreichs Bayern. 

## Lebenslauf
Er wurde als Sohn des bayerischen Regierungs- und Finanzdirektors Johann Ernst Georg Friedrich von Bomhard und dessen zweiter Ehefrau Wilhelmine Grüb in Bayreuth geboren. 
Bomhard studierte ab 1828 Philosophie und Rechtswissenschaft an den Universitäten Würzburg, Heidelberg und München. Während des Studiums wurde er Mitglied des Corps Bavaria Würzburg. Zu Würzburg ehelichte er am 7. August 1838 die Oberjustizratstochter Magdalena Stecher. 
1836 war Eduard von Bomhard Mitarbeiter Generalprokuratur Zweibrücken und 1838 Friedensrichter in Zweibrücken. Von 1843 an hatte er unterschiedliche Ämter im Justizdienst in der Pfalz und in Bayern inne. 1842 war er Staatsprokurator am Tribunal Landau/Pfalz und 1852 wurde er Bezirksgerichtspräsident in Landau/Pfalz. 1857 wurde von Bomhard Oberappellationsgerichtsrat in München. Ab 1859 war er als Oberstaatsanwalt am Appellationsgericht Amberg tätig. Er gehörte von 1862 bis 1864 der Kommission zur Ausarbeitung der gesamtdeutschen Zivilprozessordnung an.
Von 1862 bis 1864 vertrat er das Königreich Bayern in der in Hannover tagenden Juristenkommission zur Erarbeitung einer gesamtdeutschen Zivilprozessordnung. 
Von 1864 bis 1867 war er Justizminister von Bayern. Die Berufung zum Kabinettschef des Königs lehnte er ab, wie auch 1872 eine nochmalige Übernahme des Justizministeriums.

## Politik
Von 1863 bis 1867 vertrat von Bomhard den Wahlkreis Forchheim als Abgeordneter in der bayerischen Abgeordnetenkammer, der zweiten Kammer des bayerischen Parlaments. Politisch vertrat er eine konservative Richtung und galt als ausgezeichneter Fachmann.
Vom 1. August 1864 bis zum 30. April 1867 war er Justizminister des Königreiches Bayern. Er schied aus dem Ministerium aus, da er 1867 zum lebenslangen Reichsrat der Krone Bayerns ernannt wurde. Die Zeit seiner Tätigkeit als Staatsminister der Justiz fiel in die Zeit einer pragmatisch ausgerichteten Liberalisierung nach dem Rücktritt Ludwig von der Pfordtens. Bereits sein Vorgänger Karl von Schrenck von Notzing hatte diese Liberalisierung eingeleitet. Unter von Bomhard wurde diese durch eine Generalamnestie zum Abschluss gebracht.
Als Reichsrat gehörte von Bomhard der Ersten Kammer des bayerischen Parlaments, dem Reichsrat an. Er lehnte es 1867 und 1869 ab, Kabinettschef des Bayerischen Königs und 1872 erneut Justizminister zu werden.

## Eigene Veröffentlichungen
- Kleiner Leitfaden für die Notare. Fedor Pohl, Amberg 1862, Digitalisat.